# Pharamond

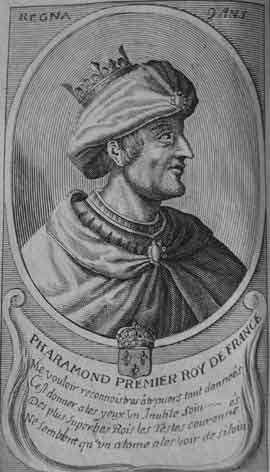
Pharamond

Pharamond, född omkring 370, död omkring 430, omnämns som de saliska frankernas förste hertig men är förmodligen en legendarisk snarare än en historisk gestalt. Hans fru hette Argotta. Han kan ha varit son eller svärson till Marcomer och han och hans fru var möjligen föräldrar till de saliska frankernas förste kung Chlodio.